# Anamorfose
 Denne artikel bør gennemlæses af en person med fagkendskab for at sikre den faglige korrekthed.

Anamorfose er inden for fysikken et billede, der efter bestemte regler er fortrukket således, at det ved at betragtes på en ganske bestemt måde – med eller uden optiske hjælpemidler – giver et rigtigt
billede af den fremstillede genstand.
Optisk anamorfose
Når anamorfosen er tegnet således, at den giver det rigtige billede ved – uden hjælp af instrumenter – at betragtes fra et bestemt standpunkt, kaldes den en optisk anamorfose. Ord, hvis bogstaver er trukket ud i en bestemt retning, så de synes ulæselige og først bliver tydelige, når man ser på dem i denne retning fra et punkt, der ligger nær ved den flade, som bærer dem, er optiske anamorfoser.
Katoptrisk anamorfose
Katoptriske anamorfoser er sådanne, der får det normale udseende ved at betragtes i en bestemt spejlende flade, fx en kegle- eller cylinderflade. Spejler man sig i en lodret, blank cylinder, ser ansigtet unaturlig langt og smalt ud; men af en figur, hvis bredde er gjort et vist antal gange for stor i forhold til længden, kan man ved spejling i en sådan cylinder få et normalt billede. Jakob Leupold opfandt 1714 en maskine til tegning af katoptriske anamorfoser. Figurer, som ser rigtige ud, når de betragtes gennem polyedre af glas, kaldes dioptriske anamorfoser.